# Georges Louis Duvernoy
Georges Louis Duvernoy, född 6 augusti 1777 i Montbéliard, död 1 mars 1855 i Paris, var en fransk naturforskare och läkare.
Duvernoy hade stor andel i förarbetena till Georges Cuviers berömda föreläsningar i jämförande anatomi, blev 1827 professor i zoologi och jämförande anatomi i Strassburg och 1832 Cuviers efterträdare som professor vid Collège de France i Paris. År 1850 utsågs han till chef vid museet för jämförande anatomi. 
Duvernoys viktigaste arbeten är Leçons sur l'histoire naturelle des corps organisés (1839-42) och den nya upplagan av Cuviers "Leçons d’anatomie comparée" (1835-45), vars fem sista band han bearbetade. Han invaldes som ledamot av svenska Vetenskapsakademien 1851.